# 地果莲木
地果莲木（学名：Diegodendron humbertii）又名基柱木或马岛樟，属红木科，是地果莲木属已知的唯一物种，生长在马达加斯加岛上，是马岛的特有种。

## 特征
本种是常绿乔木，单叶互生，分两列，有腺点，有香味，有托叶；花很大，花柱着生于子房基部。

## 分类
1981年的克朗奎斯特分类法将其分到金莲木科中，属于山茶目，1998年根据基因亲缘关系分类的APG 分类法认为应该单独分出一个“地果莲木科”，放在锦葵目下，2003年经过修订的APG II 分类法认为本属可以选择性地和红木科合并。APG III正式将本属归入红木科。